# Amata goodi
Amata goodi är en fjärilsart som beskrevs av Holland 1893. Amata goodi ingår i släktet Amata och familjen björnspinnare. Inga underarter finns listade i Catalogue of Life.